# José Luis Gómez (futbolista)
José Luis Gómez (La Banda, 13 de septiembre de 1993) es un futbolista argentino que se desempeña en la posición de lateral derecho. Actualmente se encuentra sin equipo. 
Se consagró campeón del Campeonato de Primera División 2016 y de la Copa del Bicentenario con el Club Atlético Lanús.

## Carrera
Comenzó jugando como zaguero en una escuela de fútbol de su ciudad natal, además de jugar en una cancha de tierra cerca de su casa. Tiempo después, se trasladó a Buenos Aires donde jugó en las inferiores de Quilmes hasta recalar en Racing Club, cambiando de posición a lateral, donde debutó en la primera división en agosto de 2013 en un amistoso ante River, de la mano de Luis Zubeldía.
Con el paso de distintos técnicos, si bien sumó minutos en Racing, llegando a disputar treinta partidos, no tuvo continuidad. Fue traspasado a San Martín de San Juan en 2014. 
En 2016 fue transferido a préstamo con opción de compra a Lanús, donde se afianzaría en el primer equipo con destacados rendimientos. Con aquel último equipo se consagró campeón del Torneo Transición 2016 y la Copa Bicentenario
A mediados del 2021, es transferido a Huracán. Sin embargo, no pudo disputar ningún partido en el club de Parque Patricios debido a diversos problemas de salud, entre ellos una anemia y días más tarde se desvincula del globo.
En enero de 2022 se concreta el regreso del jugador a Racing Club firmando un contrato hasta diciembre de 2023, sumándose a la reserva. La incorporación es debido al apoyo que le quiere brindar la institución, por ser un hombre surgido en el semillero del club de Avellaneda.
A finales de 2024 consigue con el equipo el ascenso a Primera División de Argentina.

## Selección nacional

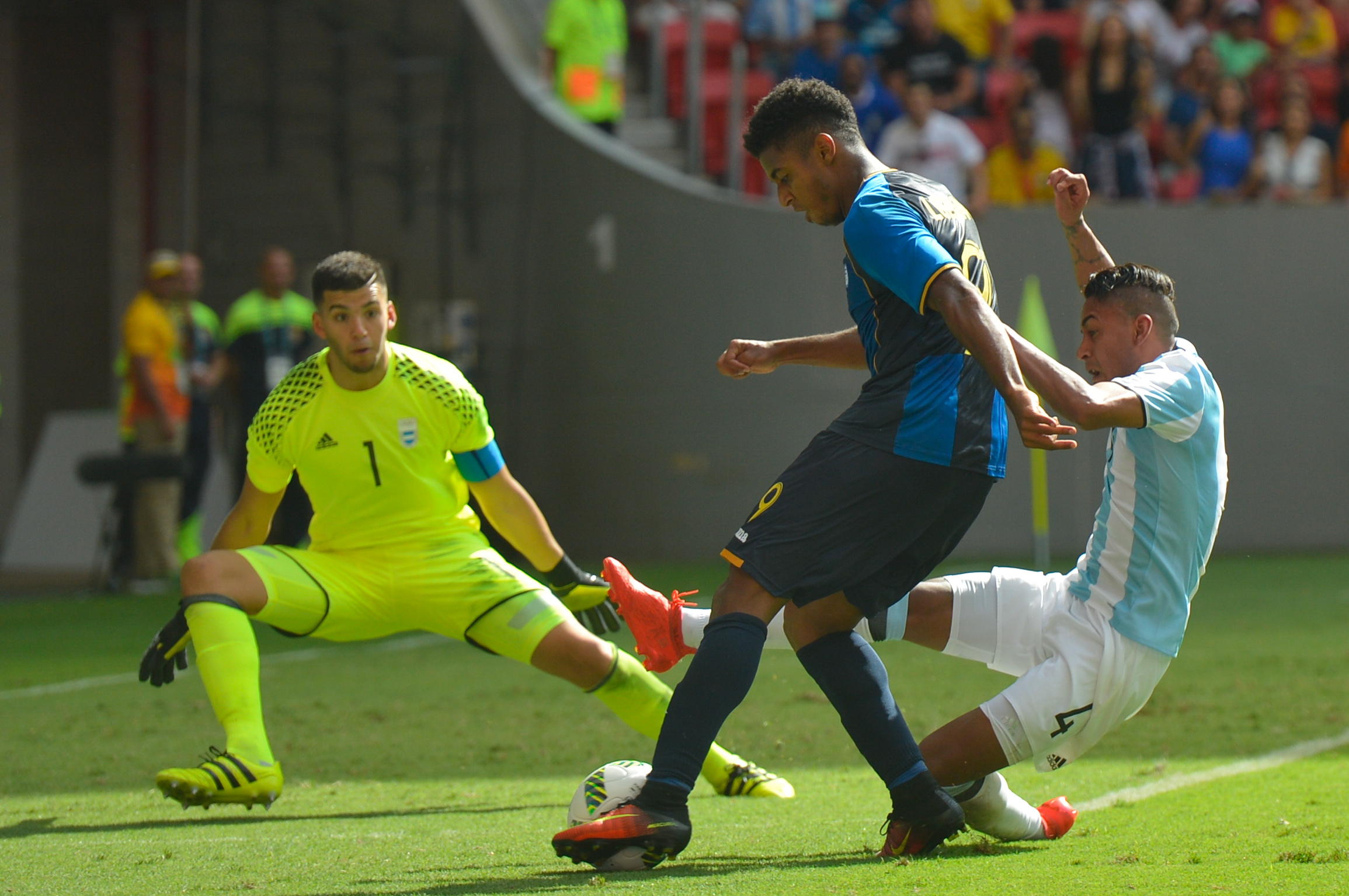
Gómez marcando al futbolista Kevin Álvarez en el partido ante Honduras en los juegos olímpicos.

Fue convocado por Julio Olarticoechea para disputar los Juegos Olímpicos de Río de Janeiro 2016, donde la selección olímpica de fútbol masculino quedó eliminada en fase de grupos. A pesar del pobre desempeño del equipo, marcado por contratiempos con los clubes y conflictos en la AFA, se destacó su rendimiento.
Con Jorge Sampaoli fue convocado a la selección mayor para disputar la doble fecha de amistosos ante Brasil y Singapur en junio de 2017.

## Estadísticas
| Club | Temporada     | Liga  | Liga  | Liga   | Copas nacionales(1) | Copas nacionales(1) | Copas nacionales(1) | Torneos internacionales(2) | Torneos internacionales(2) | Torneos internacionales(2) | Total | Total | Total  |
| Club | Temporada     | Part. | Goles | Asist. | Part.               | Goles               | Asist.              | Part.                      | Goles                      | Asist.                     | Part. | Goles | Asist. |
| --- | ------------- | ----- | ----- | ------ | ------------------- | ------------------- | ------------------- | -------------------------- | -------------------------- | -------------------------- | ----- | ----- | ------ |
| Racing Club Argentina | 2012-13       | -     | -     | -      | -                   | -                   | -                   | 1                          | 0                          | 0                          | 1     | 0     | 0      |
| Racing Club Argentina | 2013-14       | 29    | 0     | 0      | -                   | -                   | -                   | -                          | -                          | -                          | 29    | 0     | 0      |
| Racing Club Argentina | 2014          | 0     | 0     | 0      | 1                   | 0                   | 0                   | -                          | -                          | -                          | 1     | 0     | 0      |
| Racing Club Argentina | 2022          | 0     | 0     | 0      | -                   | -                   | -                   | -                          | -                          | -                          | -     | -     | -      |
| Racing Club Argentina | Total club    | 29    | 0     | 0      | 1                   | 0                   | 0                   | 1                          | 0                          | 0                          | 31    | 0     | 0      |
| San Martín (SJ) Argentina | 2015          | 29    | 3     | 1      | 1                   | 0                   | 0                   | -                          | -                          | -                          | 31    | 3     | 1      |
| San Martín (SJ) Argentina | 2024          | 1     | 0     | 0      | 0                   | 0                   | 0                   | -                          | -                          | -                          | 1     | 0     | 0      |
| San Martín (SJ) Argentina | Total club    | 30    | 3     | 1      | 1                   | 0                   | 0                   | -                          | -                          | -                          | 32    | 3     | 1      |
| Lanús Argentina | 2016          | 15    | 0     | 6      | 2                   | 0                   | 0                   | 2                          | 0                          | 0                          | 19    | 0     | 6      |
| Lanús Argentina | 2016-17       | 27    | 1     | 0      | 1                   | 0                   | 0                   | 13                         | 0                          | 1                          | 41    | 1     | 1      |
| Lanús Argentina | 2017-18       | 3     | 0     | 0      | -                   | -                   | -                   | -                          | -                          | -                          | 3     | 0     | 0      |
| Lanús Argentina | 2018-19       | 5     | 0     | 0      | 3                   | 0                   | 1                   | -                          | -                          | -                          | 8     | 0     | 1      |
| Lanús Argentina | 2019-20       | -     | -     | -      | 5                   | 0                   | 0                   | 2                          | 0                          | 0                          | 7     | 0     | 0      |
| Lanús Argentina | 2020-21       | -     | -     | -      | 4                   | 0                   | 1                   | 4                          | 0                          | 0                          | 8     | 0     | 1      |
| Lanús Argentina | Total club    | 50    | 1     | 6      | 15                  | 0                   | 2                   | 21                         | 0                          | 1                          | 86    | 1     | 9      |
| Total carrera | Total carrera | 109   | 4     | 7      | 17                  | 0                   | 2                   | 22                         | 0                          | 1                          | 148   | 4     | 10     |
| (1) Incluye datos de Copa del Rey, Supercopa de España (2) Incluye datos de UEFA Europa League, Supercopa de Europa, UEFA Champions League, Mundial de Clubes. |               |       |       |        |                     |                     |                     |                            |                            |                            |       |       |        |

 Actualizado al último partido jugado 31 de octubre de 2017.

## Palmarés

### Campeonatos nacionales
| Título                | Club  | Sede       | Año  |
| --------------------- | ----- | ---------- | ---- |
| Primera División      | Lanús |            | 2016 |
| Copa del Bicentenario | Lanús | Avellaneda | 2016 |
| Supercopa Argentina   | Lanús | La Plata   | 2016 |

### Distinciones individuales
| Distinción              | Año  |
| ----------------------- | ---- |
| Equipo Ideal de América | 2017 |